# Vibrator
En vibrator er et vibrerende apparat. Nogle vibratorer til seksuel stimulering er udformet som dildoer.
I byggebranchen benyttes flere typer vibratorer til at 'ryste' nystøbt beton, så den sætter sig ordentligt og eventuelle luftlommer og stenreder fjernes.
I byggebrancen anvendes desuden en anden type vibratorer eller vibratorhamre til installation (ramning) af spuns og funderingspæle i undergrunden.
- Wikimedia Commons har flere filer relateret til Vibrator

| Sex | Spire Denne artikel om sex eller sexologi er en spire som bør udbygges. Du er velkommen til at hjælpe Wikipedia ved at udvide den. |